# Hantiwi
Hantiwi,  ogranak Astakiwi Indijanaca (Edward S. Curtis), plemena iz grupe Achomawi ili Pit River Indijanaca, porodica Palaihnihan, koje je obitavalo zapadno od Canbyja u donjem dijelu doline Hot Springsa i u susjedstvu Astakiwija, u okrugu Modoc na sjeveroistoku Kalifornije. 

## Vanjske poveznice
- Edward S. Curtis  Arhivirana inačica izvorne stranice od 4. rujna 2007. (Wayback Machine)